# Wrightville
Wrightville désigne un quartier de la ville de Gatineau situé à l'ouest du centre-ville. Le quartier est délimité du côté ouest de l'île de Hull jusqu'à la promenade du Lac-des-Fées. Le quartier fait partie du Village urbain du Centre-Ville.